# Ivetofta socken
Ivetofta socken i Skåne ingick i Villands härad och området ingår sedan 1971 i Bromölla kommun och motsvarar från 2016 Ivetofta distrikt.
Socknens areal är 54,19 kvadratkilometer varav 45,02 land, där köpingens areal, 9,70, inte ingår. År 1949 fanns här 1 882 invånare. Godset Årup, tätorten Bromölla med sockenkyrkan Ivetofta kyrka, en del av tätorten Nymölla och en del av tätorten Valje ligger i socknen.

## Administrativ historik
Socknen har medeltida ursprung. 
Vid kommunreformen 1862 övergick socknens ansvar för de kyrkliga frågorna till Ivetofta församling och för de borgerliga frågorna bildades Ivetofta landskommun. Bromölla köping utbröts 1942. Landskommunen utökades 1952 och uppgick 1967 i Bromölla köping som 1971 ombildades till Bromölla kommun. Församlingen uppgick 2010 i Ivetofta-Gualövs församling.
1 januari 2016 inrättades distriktet Ivetofta, med samma omfattning som församlingen hade 1999/2000.
Socknen har tillhört län, fögderier, tingslag och domsagor enligt vad som beskrivs i artikeln Villands härad. De indelta soldaterna tillhörde Norra skånska infanteriregementet, Livkompaniet och Skånska dragonregementet, Christianstads skvadron, Majorns kompani. 

## Geografi
Ivetofta socken ligger nordost om Kristianstad kring Levrasjön med Hanöbukten i söder och Ivösjön i väster. Socknen är en odlingsbygd med kuperad skogsbygd i nordost på Ryssberget.

## Fornlämningar
Från stenåldern finns ett par hällkistor och lösfynd har påträffats. Från brons- och järnåldern finns gravhögar, stensättningar, domarringar och resta stenar.

## Namnet
Namnet skrevs 1319 Ywätoffte och kommer från kyrkbyn. Namnet innehåller ett äldre namn på Ivösjön och toft, 'tomt'..